# Proteoom
De verzameling van alle eiwitten van een organisme of van een cel noemt men het proteoom. 
Het proteoom staat in verband met onder meer:
- het genoom: verzameling van alle genen;
- het transcriptoom: verzameling van alle RNA-moleculen die in verband staan met de transcriptie;
- het metaboloom: verzameling van alle metabolieten.

Proteomica is de wetenschap die zich bezighoudt met de bestudering van het proteoom.

## Complexiteit van het proteoom
Het proteoom is aanzienlijk complexer dan het genoom om verschillende redenen:
- Eén gen kan voor meerdere eiwitten zorgen.
- Post-translationele modificaties zoals fosforylering en acetylering kunnen zorgen voor tientallen varianten van één eiwit.
- Iedere cel heeft in principe hetzelfde genoom, maar het proteoom is in principe per cel verschillend, afhankelijk van het celtype (celdifferentiatie)
- Het proteoom is dynamischer dan het genoom, het kan sterk beïnvloed worden door externe stimuli en interne regulatiemechanismen

## Analyse van het proteoom
Voor de analyse van het proteoom wordt meestal een combinatie gebruikt van gel-elektroforese of vloeistofchromatografie en massaspectrometrie
Door middel van gel-elektroforese (GE) of vloeistofchromatografie (LC) worden de eiwitten van elkaar gescheiden. Meestal worden meerdere eigenschappen van de eiwitten (zoals grootte en pI-waarde) gebruikt voor scheiding. Dit noemt men 2D-GE of 2D-LC. 
Vaak worden de eiwitten in stukken geknipt door middel van digestie.
Massaspectrometrie is een techniek die wordt gebruikt om de fragmenten van de eiwitten te identificeren.